# ماريون هاريس
ماريون هاريس (بالإنجليزية: Marion Harris)‏ هي عازفة الجاز ومغنية وممثلة أمريكية، ولدت في 1896 في الولايات المتحدة، وتوفيت في 23 أبريل 1944 بنيويورك في الولايات المتحدة. بدأت مشوارها المهني سنة 1914.

## وصلات خارجية
- ماريون هاريس على موقع IMDb (الإنجليزية)
- ماريون هاريس على موقع ميوزك برينز (الإنجليزية)
- ماريون هاريس على موقع قاعدة بيانات برودواي على الإنترنت (الإنجليزية)
- ماريون هاريس على موقع أول ميوزيك (الإنجليزية)
- ماريون هاريس على موقع ديسكوغز (الإنجليزية)
- ماريون هاريس على موقع قاعدة بيانات الفيلم (الإنجليزية)